# Cangetta homoperalis
Cangetta homoperalis là một loài bướm đêm trong họ Crambidae.